# 41 (canción)
«#41» es una canción interpretada por la banda estadounidense Dave Matthews Band. Fue publicada como la quinta canción de su segundo álbum de estudio, Crash (1996).

## Antecedentes
«#41» fue escrito originalmente por Dave Matthews como respuesta a las demandas presentadas por Ross Hoffman, ex asociado y manager de la banda. Hoffman poseía los derechos de varias de las canciones de la banda a principios de la década de 1990; sin embargo, debido a diferencias creativas, finalmente fue despedido por la banda y se contrató al actual manager de la banda, Coran Capshaw. Como propietario de las canciones de la banda, Hoffman sintió que merecía una parte de las ganancias, lo que más tarde provocó una disputa legal entre él y la banda. Matthews escribió la canción basándose en los sentimientos desgarrados que estaba experimentando mientras atravesaba disputas legales con un antiguo mentor suyo.
El 7 de abril de 1995, «#41» debutó bajo el título «41 Police». Como la banda no había encontrado un título oficial para la canción, se usó el número 41, ya que era la canción número 41 de la banda, y sonaba similar a una canción de The Police, «Bring on the Night». La actuación original se tocó en el Cameron Indoor Stadium de la Universidad Duke y duró alrededor de nueve minutos. Esta versión de la canción se reprodujo un total de 19 veces antes de convertirse en la «#41» que existe hoy.
En el otoño de 1995, la canción fue nombrada oficialmente «#41» después de que se hicieron varios cambios de letra y acordes. Esta canción fue la quinta canción “numerada” de la banda en ese momento, después de #27, #34, #36 y #40. Después de que «41 Police» se convirtiera en una canción desaparecida, la primera presentación en vivo de «#41» se tocó el 4 de octubre de 1995 en el Tinker Street Café en Woodstock, Nueva York. El espectáculo contó con el colaborador frecuente Tim Reynolds en la guitarra eléctrica. En el otoño de 1995, la banda, junto con Reynolds, grabó la canción en el estudio para el álbum Crash con el productor Steve Lillywhite. En el álbum, un puente de flauta de LeRoi Moore conecta «#41» con la siguiente canción, «Say Goodbye», y a menudo se tocaba de esta manera durante los shows en vivo después del debut de la canción. Durante ese año, «#41» se convirtió en la canción más tocada de su gira de verano.

## Recepción de la crítica
El crítico de la revista Far Out, Tyler Golsen, elogió la percusión de Carter Beauford en la canción como “un festín para los ojos y los oídos”. El crítico de American Songwriter, Jacob Uitti, describe la canción como “encantadora” y “simple”. En una reseña posicionando cada canción de la banda de peor a mejor, Matt Norlander posicionó «#41» en el primer lugar, describiéndola como “la canción definitiva” de Dave Matthews Band. Norlander calificó la transición de «#41» a «Say Goodbye» como “uno de los mayores logros de estudio” de la banda.

## Interpretaciones en vivo

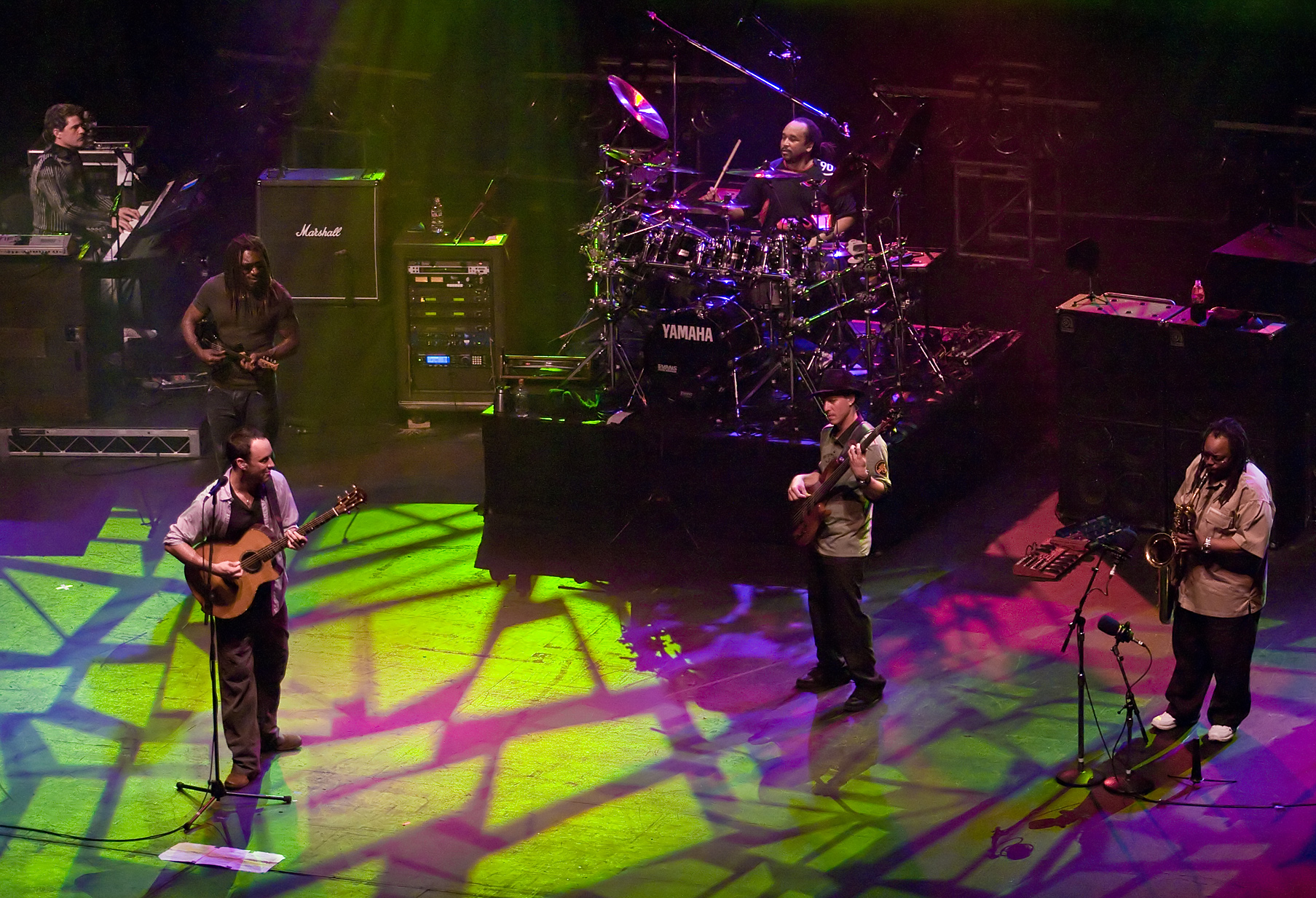
Dave Matthews Band actuando el 21 de marzo de 2005 en el Teatro Palais, en Melbourne, Australia.

A lo largo de los años en que la canción se ha interpretado en vivo, la banda ha presentado muchos invitados para unirse a ellos en el escenario y tocar la canción, por lo general con un promedio de alrededor de 15 a 20 minutos de tiempo de reproducción, aunque a veces más. En la víspera de Año Nuevo de 1996, la banda contó con los invitados Béla Fleck, Victor Wooten, Futureman y Jeff Coffin, quienes componen la banda de jazz fusión Béla Fleck and the Flecktones. Durante la presentación en vivo de «#41», se tocó en vivo por primera vez una interpolación de la canción de Flecktones «Sojourn of Arjuna». Interpolaciones de «Sojourn of Arjuna», incluidas en el álbum de Flecktones, Left of Cool, se reproducirían durante futuras presentaciones en vivo de «#4»  con apariciones especiales de miembros de Flecktones. (Esto comenzó a ocurrir con más frecuencia durante la gira de verano de 2008 de la banda después de que Jeff Coffin, miembro de Flecktones desde hace mucho tiempo, reemplazó al difunto LeRoi Moore como saxofonista de la banda).
Desde el debut de la canción, Dave Matthews Band ha tocado «#41» en vivo más de 800 veces, ocasionalmente presentando a los Flecktones como invitados musicales. Actualmente, la presentación en vivo más larga de «#41» es también la presentación más larga de la banda de cualquier canción, y se tocó el 20 de abril de 2002 en el antiguo Corel Center en Ottawa, Ontario, Canadá. La sesión de jam contó con todos los Flecktones y duró 32 minutos y 3 segundos. Esta actuación se lanzó más tarde en el disco extra de The Best of What's Around Vol. 1.